# Poachelas refugus
Espèce
Poachelas refugus est une espèce d'araignées aranéomorphes de la famille des Trachelidae.

## Distribution
Cette espèce est endémique du KwaZulu-Natal en Afrique du Sud,. Elle se rencontre dans le parc aux éléphants de Tembe.

## Description
Les femelles mesurent de 2,48 à 2,80 mm.

## Publication originale
- Haddad, 2010 : A new species of Poachelas from Maputaland, South Africa (Araneae: Corinnidae), with considerable range extension for Poachelas striatus. African Invertebrates, vol. 51, p. 313-319.